# دریاچه ناکورو
دریاچه ناکورو یکی از دریاچه‌های ریفت ولی در ارتفاع ۱٬۷۵۴ متر (۵٬۷۵۵ فوت) بالاتر از سطح دریا است. در جنوب ناکورو، در دره ریفت ولی کنیا قرار دارد و توسط پارک ملی دریاچه ناکورو محافظت می‌شود.
وفور جلبک‌های دریاچه باعث جذب مقدار زیادی فلامینگو در این دریاچه می‌شود. پرندگان و حیوانات دیگری نیز مانند زگیل، بابون‌ها و سایر پستانداران بزرگ در این منطقه رشد می‌کنند. کرگدن سیاه شرقی و کرگدن سفید جنوبی نیز در این منطقه می‌زیند.
سطح دریاچه در اوایل دهه ۱۹۹۰ به‌طور چشمگیری کاهش یافت، اما از آن زمان تا حد زیادی بهبود یافته‌است. در سال ۲۰۱۳، آب دریاچه تغییراتی کرد که منجر به مهاجرت فلامینگوها به دریاچه بوگوریا برای جستجو و تأمین غذا شد. بین سال‌های ۲۰۱۰ تا ۲۰۲۰ مساحت دریاچه ناکورو از ۴۰ به ۶۸ کیلومتر مربع افزایش یافت. ۶۷۷ خانوار، بخش‌هایی از شهر ناکورو و مناطق پارک ملی دچار سیل شدند.
ناکورو در زبان ماسایی به معنای «غبار یا مکان غبارآلود» است. پارک ملی دریاچه ناکورو، در نزدیکی شهر ناکورو، در سال ۱۹۶۱ تأسیس شد. در آغاز پارکی کوچک بود و فقط دریاچه معروف و کوهستان‌های اطراف را در بر می‌گرفت، اما از آن زمان به بعد گسترش یافته و بخش بزرگی از ساواناها را شامل می‌شود.
دریاچه ناکورو تحت کنوانسیون رامسر در مورد تالاب‌ها محافظت می‌شود.